# Ігнатій Оксенович-Старушич
Ігнатій Оксенович-Старушич (у миру Гнат Оксенович Старушич) (нар.на рубежі XVI—XVII ст. — 30 жовтня 1651, Київ — церковний діяч, богослов, науковець; професор і у 1640—1642 роках ректор Києво-Могилянської академії (1640—1642), єпископ Білоруський (1650—1651).

## Життєпис
Місце та рік народження наразі не встановлені.
Вищу освіту здобув у вищих навчальних закладах Польщі (за іншою версією — отримав освіту за межами Речі Посполитої).
Після постригу був ченцем Києво-Братського монастиря.
1637 року висвячений на священика однієї з церков Лаври. Став ієромонахом. Водночас, допомагаючи Петрові Могилі відстоювати позиції православ'я, відновлював деякі київські храми.
Від 1638 року був ігуменом Михайлівського монастиря у містечку Гоща.
Був викладачем Києво-Могилянської Академії.
У 1639-1640 роках був першим ректором новозаснованого колегіуму при Свято-Покровському жіночому монастирі у Гощі (Гоща на Рівненщині).
1640 року був викликаний до Києва і того ж року у складі посольства перебував у м. Москві від імені Петра Могили з метою отримати кошти на відновлення храмів у Києві.
Того ж 1640 року призначений за особистою пропозицією Петра Могили ректором Києво-Могилянської академії. Посаду обіймав до травня 1642 року.
Став ігуменом Києво-Братського монастиря у 1641 р., а в 1642 р. — став ігуменом Видубицького монастиря.
Невдовзі на Ясському православному помісному соборі (з 15 вересня до 30 жовтня 1642 року) за представлення катехізису «Православне сповідання віри» Петра Могили отримав почесне звання доктора богослів'я (1643).
12 липня 1650 р. хіротонізований на єпископа-коад'ютора Могильовського, Мстиславльського і Оршанського (Білоруського), однак у зв'язку із хворобою не зміг взяти участь у повноцінному керівництві єпархією.
Похований був біля Михайлівської церкви на території Видубицького монастиря у м. Києві.